# Biathlon-Juniorenweltmeisterschaften 2016

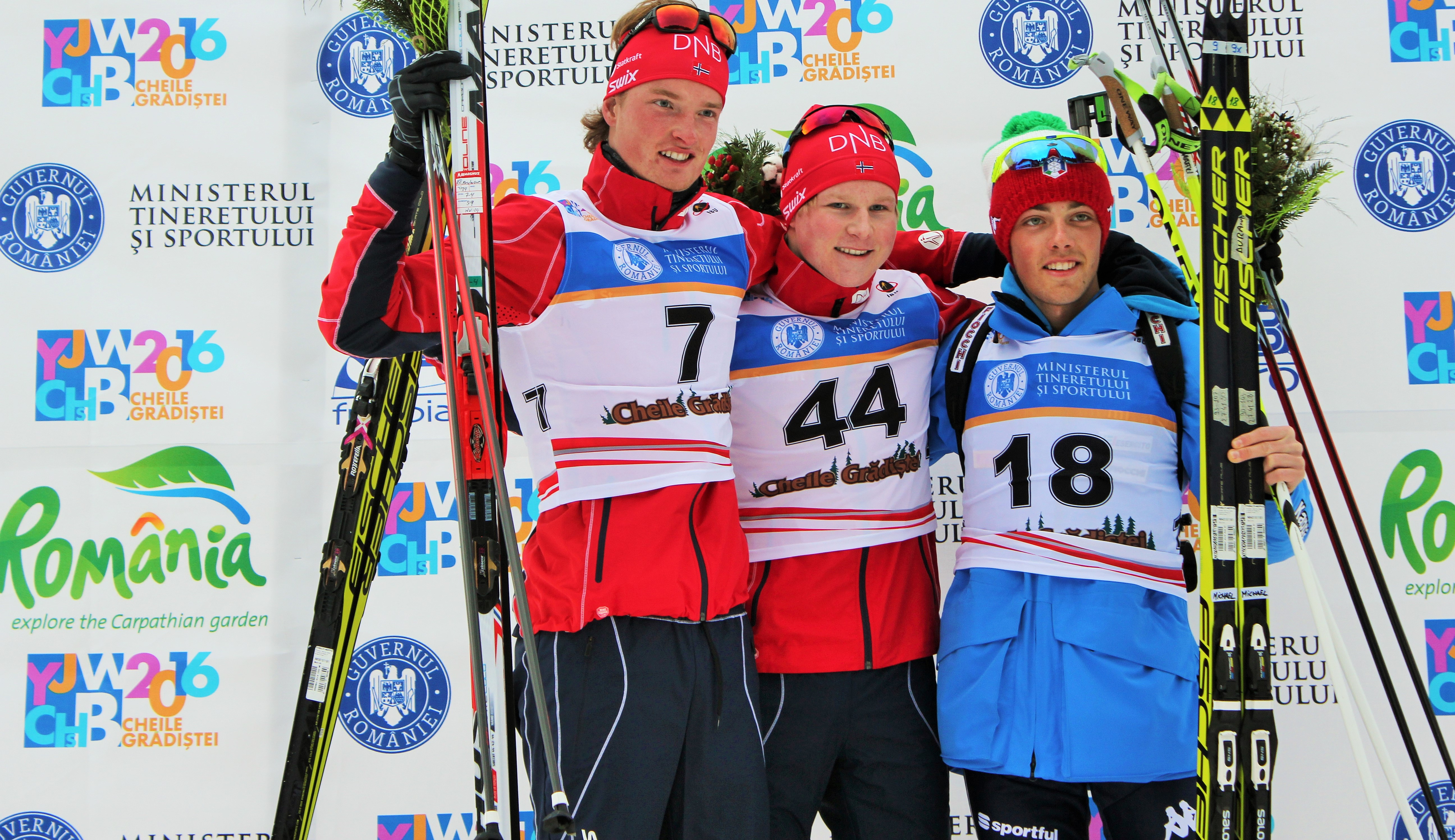
Das Podium im Junioreneinzel: Aleksander Fjeld Andersen, Harald Øygard und Michael Durand

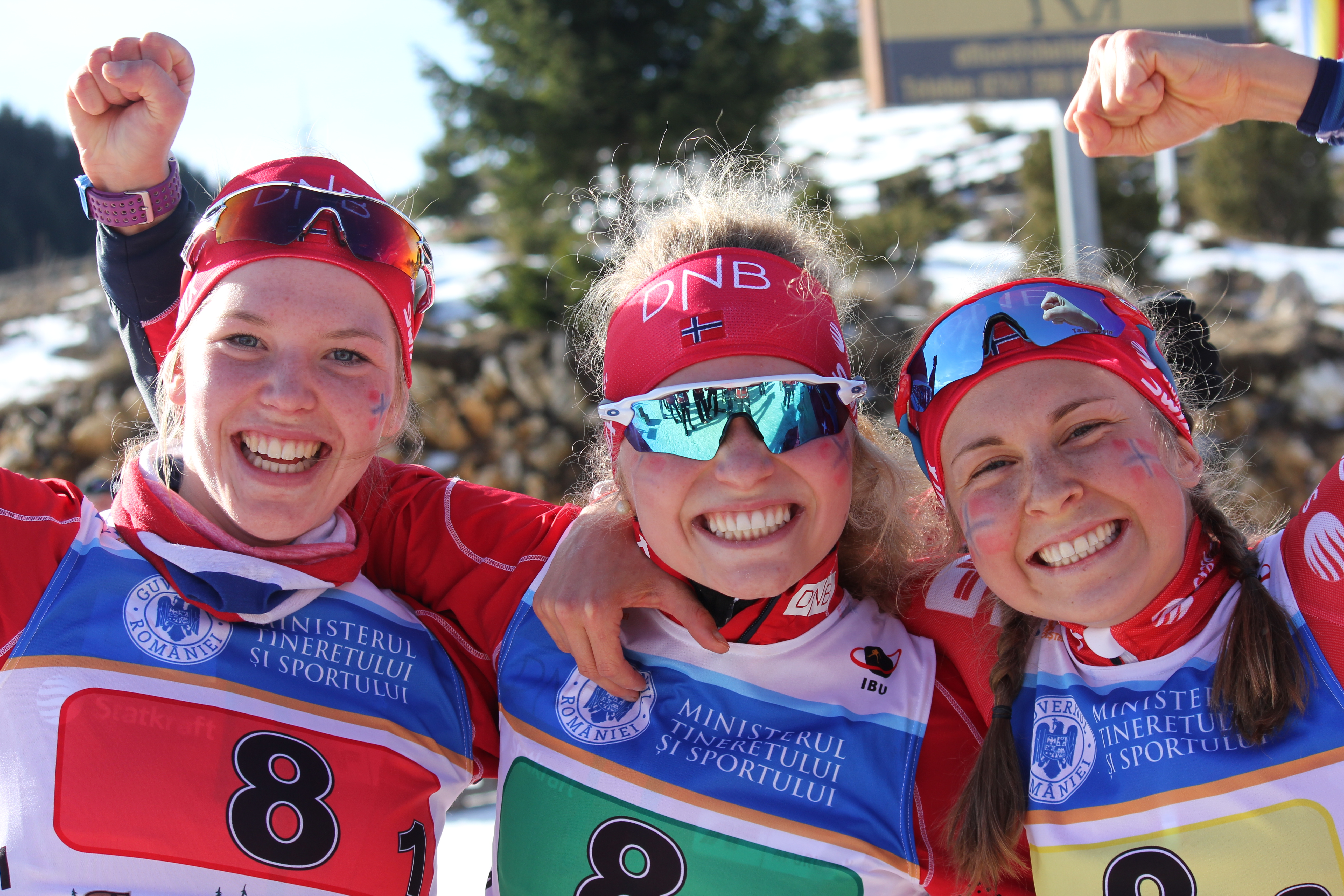
Die norwegische Junioren-Goldstaffel: Anne Marit Bredalen, Turi Storstrøm Thoresen und Ingrid Landmark Tandrevold

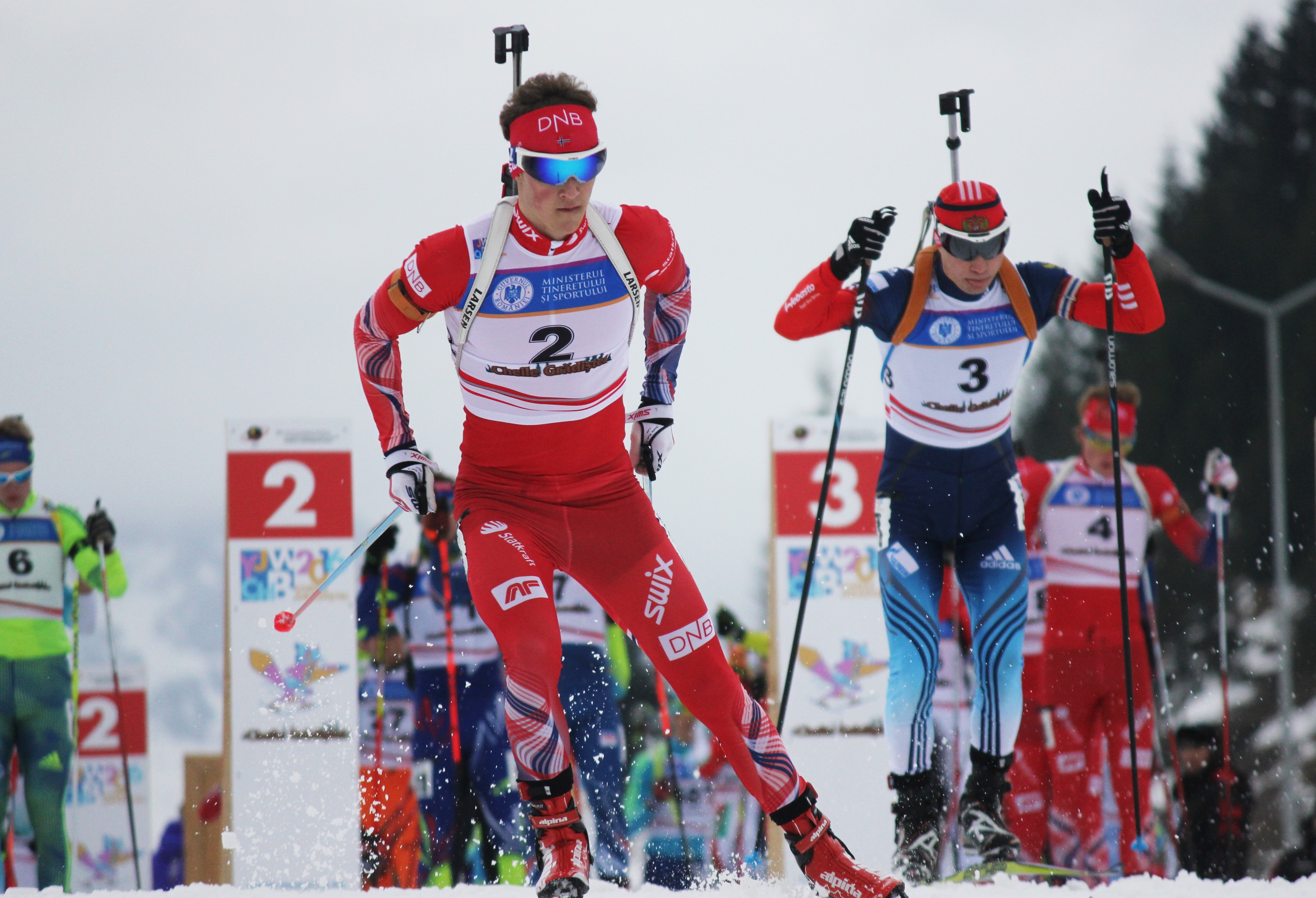
Endre Strømsheim und Wjatscheslaw Malejew im Juniorenverfolgungsrennen

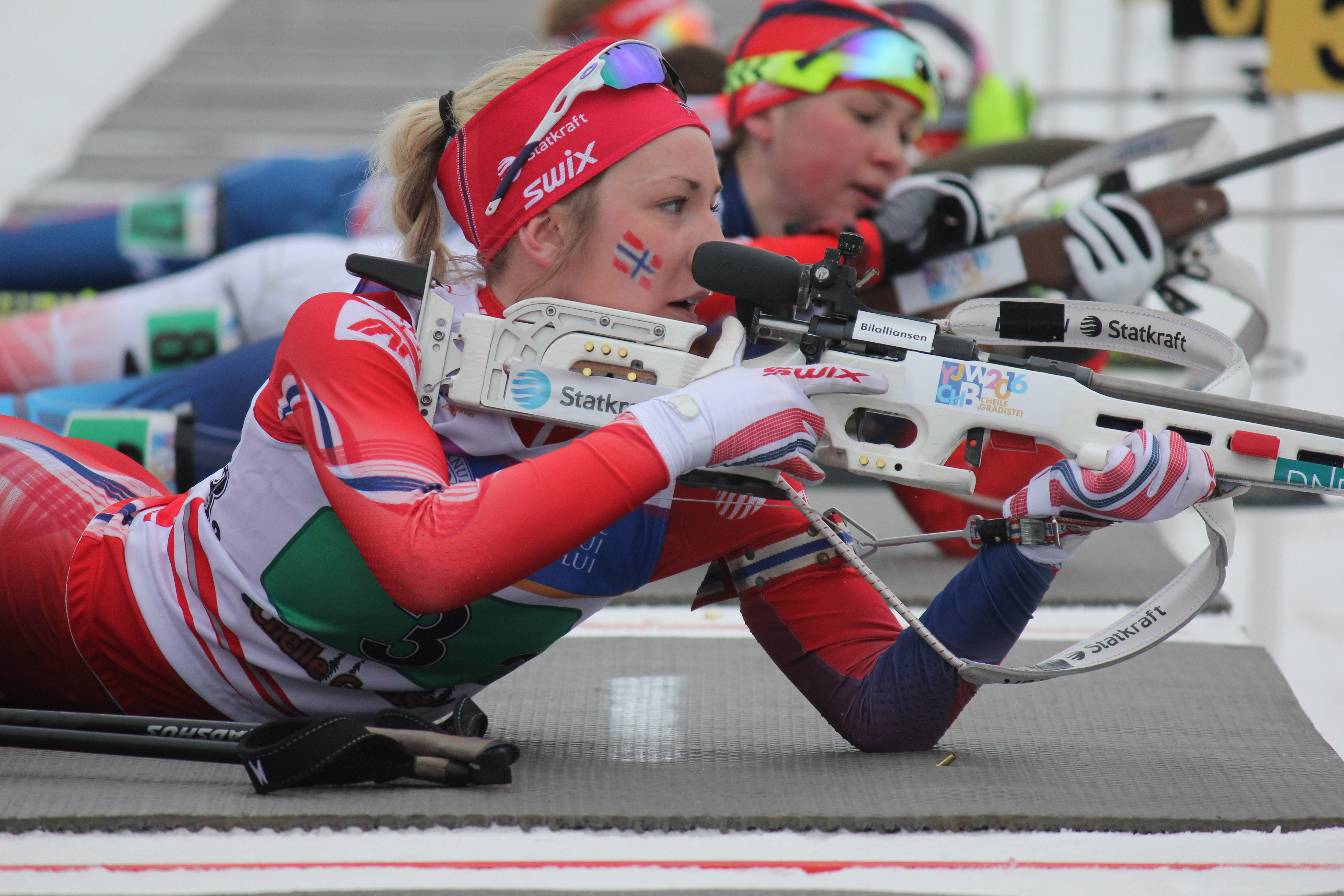
Emilie Ågheim Kalkenberg am Schießstand während des Jugendstaffelrennen

Die Biathlon-Juniorenweltmeisterschaften 2016 (offiziell: IBU Youth/Junior World Championships Biathlon 2016) fanden vom 27. Januar bis 2. Februar 2016 in der rumänischen Ferienanlage Cheile Grădiștei , Gemeinde Fundata, 35 km südwestlich von Brașov, statt.

## Medaillenspiegel
| Platz | Land               |   |   |   |   |
| ----- | ------------------ | - | - | - | - |
| 01    | Norwegen           | 4 | 3 | 2 | 9 |
| 02    | Russland           | 4 | 3 | 1 | 8 |
| 03    | Österreich         | 3 |   | 3 | 6 |
| 04    | Schweden           | 2 | 1 | 1 | 4 |
| 05    | Deutschland        | 1 | 1 | 2 | 4 |
| 06    | Vereinigte Staaten | 1 | 1 | 1 | 3 |
| 07    | Kasachstan         | 1 |   |   | 1 |
| 08    | Ukraine            |   | 2 | 1 | 3 |
| 09    | Schweiz            |   | 2 |   | 2 |
| 10    | Tschechien         |   | 1 | 2 | 3 |
| 10    | Italien            |   | 1 | 2 | 3 |
| 12    | Frankreich         |   | 1 | 1 | 2 |

## Zeitplan
| Datum      | Frauen  | Frauen                         | Männer  | Männer                        |
| Datum      | Uhrzeit | Wettbewerb                     | Uhrzeit | Wettbewerb                    |
| ---------- | ------- | ------------------------------ | ------- | ----------------------------- |
| 27. Januar | 10:00   | Einzel Jugend (10 km)          | 13:30   | Einzel Jugend (12,5 km)       |
| 28. Januar | 10:00   | Einzel Juniorinnen (12,5 km)   | 13:30   | Einzel Junioren (15 km)       |
| 29. Januar | 10:00   | Sprint Jugend (6 km)           | 13:30   | Sprint Jugend (7,5 km)        |
| 30. Januar | 10:00   | Sprint Juniorinnen (7,5 km)    | 13:30   | Sprint Junioren (10 km)       |
| 31. Januar | 10:00   | Jugend Verfolgung (7,5 km)     | 13:30   | Jugend Verfolgung (10 km)     |
| 31. Januar | 11:00   | Juniorinnen Verfolgung (10 km) | 14:30   | Junioren Verfolgung (12,5 km) |
| 1. Februar | 10:00   | Staffel Jugend (3 × 6 km)      | 13:30   | Staffel Jugend (3 × 7,5 km)   |
| 2. Februar | 10:00   | Staffel Juniorinnen (3 × 6 km) | 13:30   | Staffel Junioren (4 × 7,5 km) |

## Ergebnisse Jugend männlich
| Rang | Name                      |
| ---- | ------------------------- |
| 01   | Igor Malinowski           |
| 02   | Endre Strømsheim          |
| 03   | Wjatscheslaw Malejew      |
| 04   | Aleksander Fjeld Andersen |
| 05   | Morgan Lamure             |
| 06   | Sebastian Samuelsson      |
| 07   | Jakub Štvrtecký           |
| 08   | Harald Øygard             |
| 09   | Roman Jeremin             |
| 10   | Bohdan Zymbal             |

| Rang | Name                      |
| ---- | ------------------------- |
| 01   | Wjatscheslaw Malejew      |
| 02   | Igor Malinowski           |
| 03   | Harald Øygard             |
| 04   | Aleksander Fjeld Andersen |
| 05   | Sebastian Samuelsson      |
| 06   | Morgan Lamure             |
| 07   | Bohdan Zymbal             |
| 08   | Emilien Claude            |
| 09   | Endre Strømsheim          |
| 10   | Jegor Tutmin              |

| Rang | Name                       |
| ---- | -------------------------- |
| 01   | Harald Øygard              |
| 02   | Aleksander Fjeld Andersen  |
| 03   | Michael Durand             |
| 04   | Wjatscheslaw Malejew       |
| 05   | Igor Malinowski            |
| 06   | Morgan Lamure              |
| 07   | Endre Strømsheim           |
| 08   | Alexander Meschtscherjakow |
| 09   | Kiryl Zjuryn               |
| 10   | Sebastian Trixl            |

| Rang | Name                                                             |
| ---- | ---------------------------------------------------------------- |
| 01   | NorwegenEndre Strømsheim Aleksander Fjeld Andersen Harald Øygard |
| 02   | RusslandJegor Tutmin Wjatscheslaw Malejew Igor Malinowski        |
| 03   | ItalienMichael Durand Peter Tumler Daniele Cappellari            |
| 04   | SchweizJulian Schumacher Gian-Fadri Jäger Sandro Bovisi          |
| 05   | KanadaTeo Sanchez Adam Runnalls Zachari Bolduc                   |

## Ergebnisse Jugend weiblich
| Rang | Name                     |
| ---- | ------------------------ |
| 01   | Karoline Erdal           |
| 02   | Emilie Ågheim Kalkenberg |
| 03   | Anna Krywonos            |
| 04   | Markéta Davidová         |
| 05   | Lou Jeanmonnot           |
| 06   | Arina Pantowa            |
| 07   | Urška Poje               |
| 08   | Tamara Steiner           |
| 09   | Myrtille Bègue           |
| 10   | Walerija Wasnezowa       |

| Rang | Name               |
| ---- | ------------------ |
| 01   | Arina Pantowa      |
| 02   | Anna Krywonos      |
| 03   | Marina Sauter      |
| 04   | Polina Schewnina   |
| 05   | Walerija Wasnezowa |
| 06   | Sophia Schneider   |
| 07   | Lou Jeanmonnot     |
| 08   | Natálie Jurčová    |
| 09   | Tamara Steiner     |
| 10   | Markéta Davidová   |

| Rang | Name               |
| ---- | ------------------ |
| 01   | Marina Sauter      |
| 02   | Myrtille Bègue     |
| 03   | Markéta Davidová   |
| 04   | Sophia Schneider   |
| 05   | Arina Pantowa      |
| 06   | Karoline Erdal     |
| 07   | Lou Jeanmonnot     |
| 08   | Tamara Steiner     |
| 09   | Darja Ijeropes     |
| 10   | Walerija Wasnezowa |

| Rang | Name                                                              |
| ---- | ----------------------------------------------------------------- |
| 01   | RusslandJaroslawa Perwakowa Walerija Wasnezowa Polina Schewnina   |
| 02   | TschechienNatálie Jurčová Markéta Davidová Tereza Vinklárková     |
| 03   | NorwegenKristina Skjevdal Emilie Ågheim Kalkenberg Karoline Erdal |
| 04   | UkraineAnna Krywonos Hanna Sytnyk Walerija Dmytrenko              |
| 05   | PolenKamila Cichoń Kamila Żuk Joanna Jakieła                      |
| …    |                                                                   |
| 11   | ÖsterreichTamara Steiner Anna-Maria Schreder Sonja Maria Bachmann |

## Ergebnisse Junioren
| Rang | Name              |
| ---- | ----------------- |
| 01   | Felix Leitner     |
| 02   | Sean Doherty      |
| 03   | David Zobel       |
| 04   | Émilien Jacquelin |
| 05   | Isak Flo Bødal    |
| 06   | Sindre Pettersen  |
| 07   | Dominic Reiter    |
| 08   | Dmitri Schamajew  |
| 09   | Maksim Warabej    |
| 10   | Wiktar Kryuko     |

| Rang | Name                      |
| ---- | ------------------------- |
| 01   | Sean Doherty              |
| 02   | Nikita Porschnew          |
| 03   | Felix Leitner             |
| 04   | Maksim Warabej            |
| 05   | Émilien Jacquelin         |
| 06   | Martin Perrillat-Bottonet |
| 07   | Marco Groß                |
| 08   | Dmitri Schamajew          |
| 09   | Dominic Reiter            |
| 10   | Wiktar Kryuko             |

| Rang | Name                 |
| ---- | -------------------- |
| 01   | Felix Leitner        |
| 02   | Andrea Baretto       |
| 03   | Sean Doherty         |
| 04   | Dominic Reiter       |
| 05   | Dmitri Schamajew     |
| 06   | Alexei Schewtschenko |
| 07   | Justus Strelow       |
| 08   | Witalij Trusch       |
| 09   | Émilien Jacquelin    |
| 10   | Maksim Warabej       |

| Rang | Name                                                                                       |
| ---- | ------------------------------------------------------------------------------------------ |
| 01   | RusslandDmitri Schamajew Wiktor Plizew Nikita Porschnew Kirill Strelzow                    |
| 02   | DeutschlandMarco Groß David Zobel Erik Weick Dominic Reiter                                |
| 03   | TschechienDavid Tolar Milan Žemlička Ondřej Hošek Jan Burian                               |
| 04   | NorwegenAnders Sommerstad Juveli Sindre Pettersen Lars Gunnar Skjevdal Ole Andreas Flotten |
| 05   | UkraineWitalij Trusch Maksym Iwko Nasarij Zebrynski Anton Myhda                            |
| …    |                                                                                            |
| 07   | ÖsterreichFelix Leitner Patrick Jakob Sebastian Trixl Michael Trieb                        |

## Ergebnisse Juniorinnen
| Rang | Name                       |
| ---- | -------------------------- |
| 01   | Hanna Öberg                |
| 02   | Lena Häcki                 |
| 03   | Anna Magnusson             |
| 04   | Lena Arnaud                |
| 05   | Chloé Chevalier            |
| 06   | Anastassija Merkuschyna    |
| 07   | Madeleine Phaneuf          |
| 08   | Christin Maier             |
| 09   | Ingrid Landmark Tandrevold |
| 10   | Susanna Kurzthaler         |

| Rang | Name                       |
| ---- | -------------------------- |
| 01   | Hanna Öberg                |
| 02   | Lena Häcki                 |
| 03   | Chloé Chevalier            |
| 04   | Anna Magnusson             |
| 05   | Ingrid Landmark Tandrevold |
| 06   | Anastassija Merkuschyna    |
| 07   | Natalja Uschkina           |
| 08   | Christin Maier             |
| 09   | Madeleine Phaneuf          |
| 10   | Kristina Reszowa           |

| Rang | Name                       |
| ---- | -------------------------- |
| 01   | Susanna Kurzthaler         |
| 02   | Anastassija Merkuschyna    |
| 03   | Julia Schwaiger            |
| 04   | Lena Arnaud                |
| 05   | Madeleine Phaneuf          |
| 06   | Ingrid Landmark Tandrevold |
| 07   | Chloé Chevalier            |
| 08   | Lena Häcki                 |
| 09   | Kristina Reszowa           |
| 10   | Hanna Öberg                |

| Rang | Name                                                                           |
| ---- | ------------------------------------------------------------------------------ |
| 01   | NorwegenAnne Marit Bredalen Turi Storstrøm Thoresen Ingrid Landmark Tandrevold |
| 02   | SchwedenAnna Magnusson Sofia Myhr Hanna Öberg                                  |
| 03   | ÖsterreichSusanna Kurzthaler Julia Schwaiger Simone Kupfner                    |
| 04   | DeutschlandChristin Maier Marina Sauter Janina Hettich                         |
| 05   | UkraineMarija Krutschowa Anastassija Merkuschyna Snischana Tissejewa           |
| …    |                                                                                |
| 13   | SchweizLena Häcki Laura Caduff Elisa Perini                                    |